# منتخب باكستان تحت 17 سنة لكرة القدم
منتخب باكستان تحت 17 سنة لكرة القدم (بالإنجليزية: Pakistan national under-17 football team)‏ هو ممثل باكستان الرسمي في المنافسات الدولية في كرة القدم في فئة كرة قدم تحت 17 سنة للرجال، يديريه اتحاد باكستان لكرة القدم.